# Dickinson megye (Michigan)
Dickinson megye az Amerikai Egyesült Államokban, azon belül Michigan államban található. Megyeszékhelye és legnagyobb városa Iron Mountain. Lakosainak száma 25 947 fő (2020. április 1.). Dickinson megye Marquette, Menominee, Marinette, Florence és Iron megyékkel határos.

## Népesség
A megye népességének változása:
| Lakosok száma | 26 158 | 26 117 | 26 275 | 26 098 | 25 788 | 25 947 |
|               | 2010   | 2011   | 2012   | 2013   | 2015   | 2020   |